# Astragalus dorudensis
Astragalus dorudensis es una especie de planta del género Astragalus, de la familia de las leguminosas, orden Fabales.

## Distribución
Astragalus dorudensis se distribuye por Irán.

## Taxonomía
Fue descrita científicamente por Podlech.